# Holocaust-Mahnmal Palmnicken

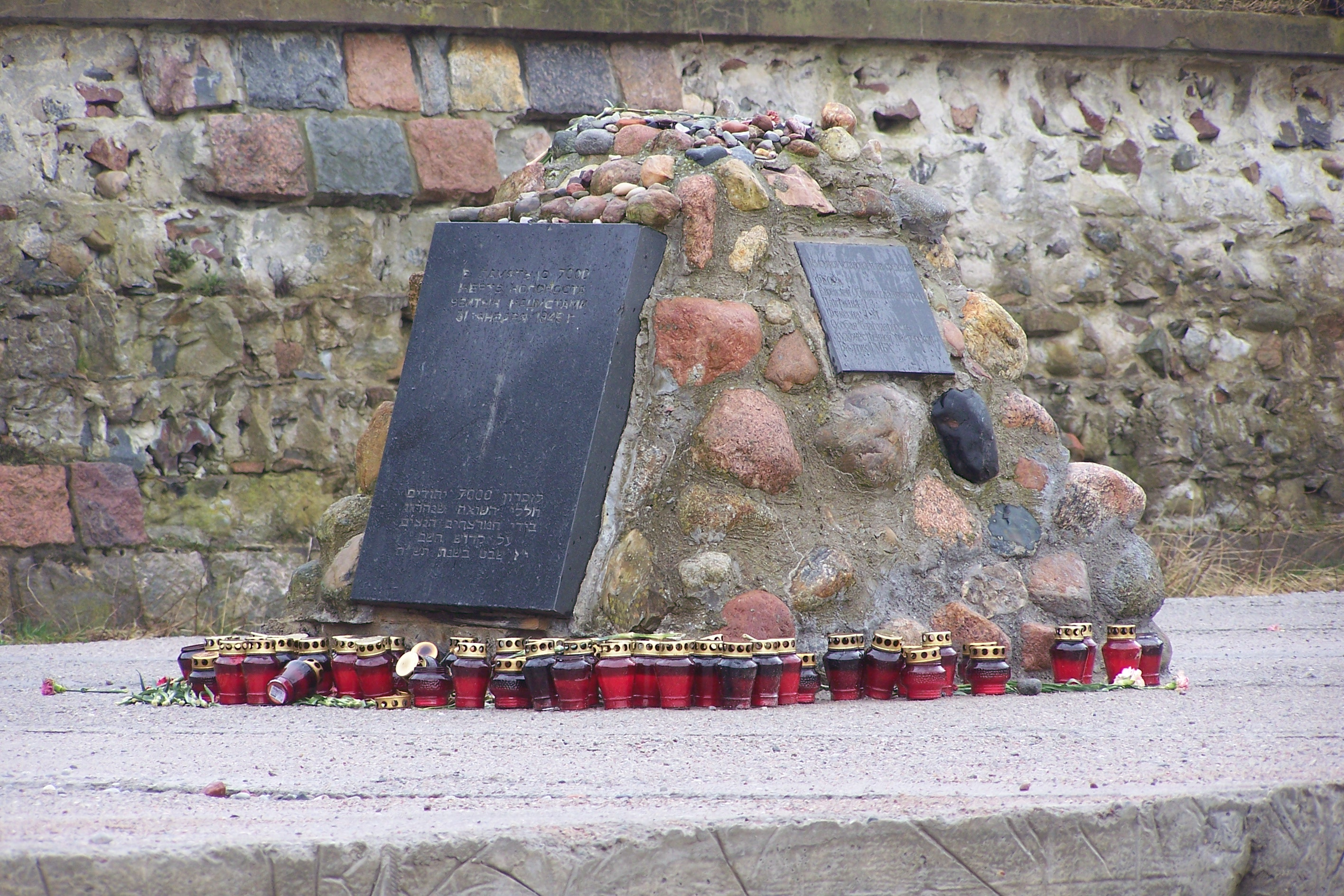
Gedenkstein am Fuß des Mahnmals

Das Holocaust-Mahnmal Palmnicken befindet sich am Strand von Palmnicken, dem heutigen Jantarny in der russischen Exklave Oblast Kaliningrad. Es erinnert an das Massaker von Palmnicken an 3000 Juden, vornehmlich Frauen aus Polen und Ungarn, in der Nacht vom 31. Januar auf den 1. Februar 1945. Weitere 2000 KZ-Häftlinge waren tags zuvor auf dem Gelände des Bernsteinwerks erschossen worden.
An der Stelle sind einige der Opfer bestattet. Sie wurden in den 1960er Jahren von Bernsteingeologen gefunden. Da man sie zunächst für die Überreste sowjetischer Soldaten hielt, wurde ein Gedenkstein „Ewiger Ruhm den Helden“ aufgestellt und vier Birken gepflanzt. Erst in den 1990er Jahren klärte der Zeitzeuge Martin Bergau, im Jahr 1945 16 Jahre alt und Mitglied der Hitlerjugend, über den Hintergrund auf.
Das Denkmal stammt von Frank Meisler (1925–2018). Es besteht aus drei Armen, die hilfesuchend in den Himmel ragen. Es wurde 2011 eingeweiht. Am Gedenkstein am Fuße des Mahnmals sind die Namenstafeln einiger Opfer angebracht.